# Ignacy Dubowski
Ignacy Dub-Dubowski (ur. 1874 w Wilnie, zm. 10 marca 1953 w Rzymie) – polski biskup rzymskokatolicki, ordynariusz diecezji łucko-żytomierskiej (1917–1925), administrator apostolski diecezji kamienieckiej (1917–1918), arcybiskup tytularny Philippopolis di Arabia.

## Życiorys

### Wykształcenie
Urodził się 12 kwietnia (30 marca według starego stylu) 1874 w Wilnie, gdzie ukończył szkołę średnią. W latach 1894–1899 studiował w seminarium duchownym w Żytomierzu. Po święceniach kapłańskich, które otrzymał z rąk bpa B. H. Kłopotowskiego w 1899, pracował jako administrator parafii Szpanów, a następnie Chodorków. W latach 1901–1903 studiował w Rzymie teologię dogmatyczną na Angelicum oraz prawo kanoniczne na uniwersytecie Gregorianum, uzyskując doktorat w tej ostatniej dziedzinie.

### Posługa kapłańska
Po powrocie z Rzymu został w 1904 mianowany administratorem, a w 1905 proboszczem parafii w Korcu, i był nim do 1909. W 1908 został sekretarzem metropolity mohylewskiego abpa Apolinarego Wnukowskiego w Petersburgu. W tym samym roku został przez niego mianowany kanonikiem honorowym metropolitalnej kapituły mohylewskiej. Po jego śmierci w maju 1909 powrócił na stanowisko proboszcza w Korcu. Jest autorem rozprawy „Książęta Koreccy i zamek ich w Korcu”. W 1910 otrzymał order św. Anny III stopnia i tytuł szambelana papieskiego. W tym samym roku został proboszczem parafii katedralnej w Żytomierzu i wicedziekanem.
Od 16 lutego 1912 był członkiem wołyńskiego gubernialnego komitetu statystyki. W 1912 został katechetą w szkole średniej św. Włodzimierza, w szkole zawodowej i czteroklasowej szkole miejskiej, a w 1914 także w żytomierskiej szkole felczerskiej. W latach 1912–1913 należał do łucko-żytomierskiego sądu biskupiego. W 1914 z nominacji matki cara Mikołaja II, Marii Fiodorowny, został członkiem honorowym wołyńskiej komisji gubernialnej dla opieki nad sierocińcami. Dnia 19 sierpnia 1915 otrzymał nominację na delegata duchowieństwa katolickiego do komisji podatkowej od nieruchomości, w miejskim urzędzie w Żytomierzu.

### Sakra biskupia
16 października 1916 papież Benedykt XV mianował go biskupem łuckim i żytomierskim oraz administratorem apostolskim diecezji kamienieckiej. Sakrę biskupią otrzymał 28 stycznia (15 stycznia) 1917 w kościele św. Katarzyny w Piotrogrodzie (Petersburgu). Rządy w diecezji żytomierskiej objął 15 lutego 1917, zaś w diecezji łuckiej 17 września 1919. Diecezję łucko-żytomierską obejmował w niezwykłe trudnym czasie rewolucji bolszewickiej. Uczestniczył w organizacji administracji kościelnej w reaktywowanej diecezji kamienieckiej (1918). Jako biskup prowadził bardzo energiczną działalność duszpasterską. W 1917 zatwierdził powstałe w Białej Cerkwi Zgromadzenie SS. Misjonarek Benedyktynek, które następnie sprowadził do Kowla, a dwa lata później poparł plan założenia, przez Zofię Tajber (1890–1963), Zgromadzenia SS. Najświętszej Duszy Chrystusa. W tym samym roku założył w Żytomierzu „Tygodnik Kresowy” (ukazywał się do 1919 r.), a później „Kronikę Diecezji Łucko-Żytomierskiej” (Łuck, 1921–1925) przemianowaną w 1925 na „Kronikę Diecezji Łuckiej” oraz tygodnik „Lud Boży” (Łuck 1923–1925). W dniu 19 listopada 1917 w kościele klasztornym (wówczas jezuitów) w Berdyczowie uroczystym aktem oddał diecezję łucko-żytomierską i kamieniecką w opiekę Najświętszej Maryi Panny Berdyczowskiej oraz patronom Polski św. Stanisławowi Kostce i wówczas jeszcze bł. Andrzejowi Boboli. Rozporządzeniem z 8 lutego (21 lutego) 1918, dla ujednolicenia obchodów świąt katolickich z całym Kościołem rzymskokatolickim, w kościołach i kaplicach diecezji łucko-żytomierskiej i kamienieckiej wprowadził nowy styl.

### Rewolucja bolszewicka
W czasie rewolucji bolszewickiej w Ukraińskiej SRR w latach 1917–1920 i w wyniku wielokrotnych zmian władz, pomimo ośmiu miesięcy prześladowań i zagrożenia śmiercią ze strony bolszewików, uważających go za „nieposłusznego i kontrrewolucjonistę”, trwał na stanowisku w Żytomierzu. W pewnym okresie ukrywał się, by uniknąć więzienia i śmierci. W czerwcu 1919 razem z jedenastoma innymi księżmi z Żytomierza został skierowany do robót publicznych. Przeżył zamach na swoje życie, zaplanowany przez bolszewików, podczas którego ocalił zamachowca przed zlinczowaniem go przez tłum zebrany przed katedrą żytomierską. Wiosną 1919 w ciągu dwóch miesięcy był chroniony w domu biskupim przez kilkaset uzbrojonych osób spośród miejscowych katolików, prawosławnych i Żydów. Dwukrotnie uchronił kilka tysięcy ludności żydowskiej od pogromów, otwierając dla niej w Żytomierzu kościoły i dom biskupi. Aresztowany przez bolszewików 6 sierpnia 1919, został uwolniony pod wpływem protestów i nalegań tłumu ludności Żytomierza.
8 czerwca 1920 bezpowrotnie opuścił tereny diecezji pozostające w Ukraińskiej SRR, razem z wycofującymi się z Żytomierza wojskami polskimi. Za odwagę w czasie wojny polsko-bolszewickiej w 1920 roku został odznaczony Krzyżem Walecznych. W latach 1921–1922 skierował na opuszczone parafie w tej części diecezji łucko-żytomierskiej, która pozostała w ZSRR, siedmiu spośród ok. dziesięciu wyświęconych w tym czasie przez siebie w Polsce księży. W lutym 1923 zwracał się do Ministra Wyznań Religijnych i Oświecenia Publicznego o paszport dyplomatyczny, celem wizytacji tych części diecezji łuckiej i żytomierskiej, które pozostały w ZSRR. W odpowiedzi ministerstwo proponowało mu zwykły paszport zagraniczny (wyjazd nie doszedł do skutku). Powołał do istnienia Seminarium duchowne diecezji łucko-żytomierskiej, które zostało uroczyście otwarte w Łucku 4 listopada 1922. Otaczał je wielką troską i poświęcił Najsłodszemu Sercu Pana Jezusa. Wybitnie przyczynił się do organizacji stworzonej w 1925 – w ramach reorganizacji administracji kościelnej w Polsce – diecezji łuckiej. Na jej terenach powołał do życia kilkadziesiąt nowych parafii. Od 1925 na życzenie papieża Piusa XI przebywał w Rzymie.
30 maja 1925 zrezygnował z zarządzania diecezją żytomierską i nowo powstałą (odnowioną) diecezją łucką. W diecezjach łuckiej i żytomierskiej pracował 17 lat jako kapłan i 8 lat jako ordynariusz, jak sam określił: „Dla Kościoła Świętego i kochanej Ojczyzny”. Na polecenie papieskie pozostał w Wiecznym Mieście. Został mianowany arcybiskupem tytularnym filippopolitańskim (Philippopolis in Arabia) i był doradcą komisji papieskiej Pro Russia (ds. Kościoła katolickiego w ZSRR). Od początku lutego do listopada 1928 na polecenie Piusa XI wizytował parafie polonijne w USA, Kanadzie i Włoszech. Po zakończeniu wizytacji złożył sprawozdanie rządowi polskiemu na temat Polonii amerykańskiej i kanadyjskiej.
W 1928 został Przeorem Duchowym Polskiego Przeoratu Rycerskiego i Szpitalnego Zakonu Św. Łazarza z Jerozolimy. Mieszkając w Rzymie brał aktywny udział w życiu kościelnym i polonijnym w Wiecznym Mieście.
Zmarł 10 marca 1953 w Rzymie i został pochowany na tamtejszym słynnym cmentarzu Campo Verano.